# Melvyn Bragg, Baron Bragg

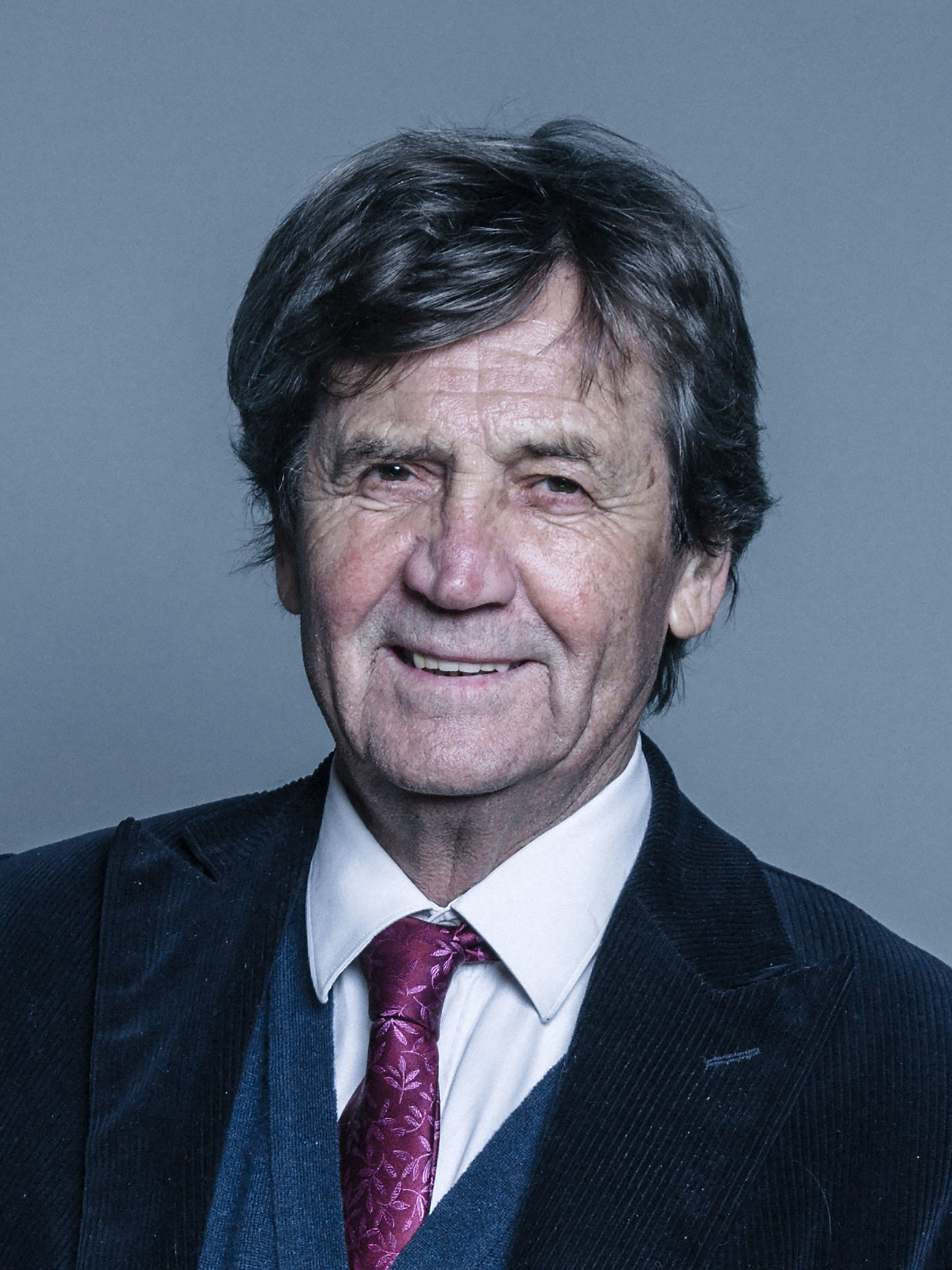
Melvyn Bragg, Baron Bragg (2017)

Melvyn Bragg, Baron Bragg, CH, FRSL, FRTS (* 6. Oktober 1939 in Wigton, Cumberland, England) ist ein britischer Autor, Fernseh- und Rundfunkmoderator und Life Peer.

## Leben

### Familie, Ausbildung, Privatleben
Braggs Eltern waren Mary Ethel Park, eine Schneiderin, und Stanley Bragg, ein Lagerverwalter, der später Maschinist wurde. Er besuchte die Nelson Thomlinson Grammar School in Wigton und absolvierte anschließend ein Studium der Modernen Geschichte am Wadham College der Universität Oxford, das er mit dem Grad eines Master of Arts abschloss.
Bragg war zweimal verheiratet. Er heiratete 1961 Marie-Elisabeth Roche, mit der er eine Tochter hat. Im September 1971 beging seine Frau Suizid, nachdem Bragg sie für eine andere Frau verlassen hatte. Von ihren früheren Selbstmordversuchen hatte er nichts gewusst. Dennoch sagte er 1998 gegenüber dem Guardian: „Ich hätte Dinge tun können, die geholfen hätten, aber ich tat Dinge, die Leid verursacht haben. Ich fühle daher Schuld, ich fühle Reue.“
Mit seiner zweiten Frau, Catherine Mary Haste, die er 1973 heiratete, hat Bragg einen Sohn und eine Tochter. Catherine Mary Haste ist ebenfalls Fernsehproduzentin und Autorin. Sie gab unter anderem die 2007 erschienenen Memoiren von Clarissa Eden, der Witwe Anthony Edens, heraus. Gemeinsam mit Cherie Blair, der Frau des früheren Labour-Premiers Tony Blair, arbeitete sie an einem Buch über die Ehefrauen britischer Premierminister. Melvyn Bragg seinerseits ist mit Tony Blair befreundet. 1998 stand er auf einer Liste der größten Privatspender der Labour Party.

### Fernsehkarriere
Melvyn Bragg begann seine Karriere 1961 als Trainee bei der BBC und war in den ersten zwei Jahren für das Radioformat BBC World Service tätig. Später wechselte er zum BBC Third Programme und zum BBC Home Service. Er trat in das Produktionsteam von Huw Wheldons Kulturmagazin Monitor bei BBC Television ein. Seine Arbeit als Autor und Fernsehmoderator begann er 1967. 1971 war er Moderator von In The Picture (Tyne Tees). Von 1973 bis 1977 präsentierte er 2nd House bei der BBC. Er ist vor allem als Moderator der Kultursendung The South Bank Show bei London Weekend Television (LWT) bekannt, die er von 1978 bis 2009 präsentierte und produzierte. Die letzte Folge wurde im Dezember 2009 ausgestrahlt. Die Sendung wurde von der British Academy of Film and Television Arts fünfmal mit dem Prix Italia sowie als TV Music ad Arts Programme of the Year und 2000 bei den TV and Radio Industry Awards ausgezeichnet.
Von 1985 bis 1990 war er stellvertretender Vorsitzender (Deputy Chairman) und von 1990 bis 1996 Vorsitzender (Chairman) von Border Television. Seit 1990 ist er Controller of Arts bei LWT, von 1982 bis 1990 war er Leiter der Abteilung Kunst (Head of Arts). Er ist auch bekannt für seine zahlreichen Programme auf BBC Radio 4, dazu gehören Start the Week, das er von 1988 bis 1998 präsentierte, In Our Time (BBC Radio 4) seit 1998 und The Routes of English, eine Geschichte der englischen Sprache. 1992 war er als Direktor von LWT Productions tätig. Er war auch Moderator und Autor von Adventure of English.

### Schriftstellerische Tätigkeit
Neben seiner Arbeit für den Rundfunk schrieb Bragg Romane und Sachbücher. Er verfasste Biografien und Monographien, unter anderem über Richard Burton, Laurence Olivier und Ingmar Bergman. Dazu kamen zahlreiche Drehbücher für Fernseh- und Kinofilme. Einige seiner frühen Arbeiten für das Fernsehen entstanden in Zusammenarbeit mit Ken Russell, für den er die Filmbiografien The Debussy Film (1965) und Isadora Duncan, the Biggest Dancer in the World (1967) sowie Russells Film über Pjotr Iljitsch Tschaikowski, Tschaikowsky – Genie und Wahnsinn (1970) schrieb. Von 1996 bis 1998 schrieb er eine wöchentliche Kolumne für die Times. Darüber hinaus verfasste er Beiträge für The Observer, Sunday Times und The Guardian. Sein 2008 erschienener Roman Remember Me ist größtenteils autobiografisch.
Bragg ist Präsident der National Academy of Writing sowie Vizepräsident der Friends of the British Library, die die British Library finanziell unterstützen.

### Mitgliedschaft im House of Lords
Im Jahr 1998 wurde Bragg als Baron Bragg, of Wigton in the County of Cumbria, zum Life Peer erhoben. Im House of Lords gehört er der Fraktion der Labour Party an. Als seine politischen Interessen gibt er Fragen des Rundfunks, die Förderung von Universitäten und Kunst sowie die Entwicklung des ländlichen Raums an.

### Ehrungen und weitere Ämter
Melvyn Bragg wurde 1969 Mitglied des Arts Council Literature Panel und ist mittlerweile dessen Vorsitzender. Zudem ist er seit 1986 Präsident der National Campaign for the Arts, seit 1997 Direktor der London School of Economics und seit 2002 Präsident der Wohlfahrtsorganisation Mind. Als Nachfolger von Katharine, Duchess of Kent wurde er 1999 Kanzler der University of Leeds.
Bragg ist Träger zahlreicher Ehrendoktortitel. So ist er seit Juni 1989 Ehrendoktor der Open University, seit 1993 Ehrendoktor der Rechtswissenschaften (Honorary LLD) der University of St Andrews, seit 1994 Doctor of Civil Law (Honorary DCL) der University of Northumbria, seit 1998 Doctor of Science (Honorary DSc) vom Institute of Science and Technology der University of Manchester, seit 2000 Doctor of Science der Brunei University und seit 2001 Doctor of Arts (Hon DA) der University of Sunderland. Mehrfach wurde er mit dem Titel eines Doctor of Letters (Hon DLitt) ausgezeichnet:
1986 von der Universität Liverpool, 1990 von der Lancaster University und vom Council for National Academic Awards, 1997 von der South Bank University, 2000 von der University of Leeds, 2000 von der University of Bradford und 2005 von der Queen’s University Belfast.
Zudem wurde er 1990 Domus Fellow des St Catherine's College in Oxford, 1994 Honorary Fellow des Lancashire Polytechnic sowie der Library Association, 1995 Honorary Fellow des Wadham College in Oxford und 1996 Honorary Fellow der University of Wales in Cardiff. Seit 2010 ist er Honorary Fellow der British Academy. Darüber hinaus wurde Bragg 2003 zum Deputy Lieutenant (DL) von Cumbria ernannt.
Am 17. Oktober 2005 eröffnete Bragg offiziell das nach ihm benannte Melvyn Bragg Drama Studio an der Millom School in Millom, Cumbria.

## Veröffentlichungen
Belletristik
- 1965: For Want of a Nail
- 1966: The Second Inheritance
- The Cumbrian Trilogy:
  - 1969: The Hired Man
  - 1970: A Place in England
  - 1980: Kingdom Come
- 1971: The Nerve
- 1972: Josh Lawton
- 1974: The Silken Net
- 1978: Autumn Manoeuvres
- 1983: Love and Glory
- 1987: The Maid of Buttermere
- 1988: Without a City Wall
- 1990: The Second Inheritance
- 1990: A Time to Dance
- 1992: Crystal Rooms
- 1996: Credo, auch bekannt als The Sword and the Miracle
- The Soldier's Return:
  - 1999: The Soldier’s Return
  - 2001: A Son of War
  - 2003: Crossing the Lines
  - 2008: Remember Me...

Sachbücher
- 1976: Speak for England
- 1983: Land of The Lakes
- 1984: Laurence Olivier
- 1984: Cumbria in Verse (Hrsg.)
- 1988: Rich: The Life of Richard Burton
- 1996: Ingmar Bergman: The Seventh Seal
- 1998: On Giant’s Shoulders
- 1999: Two Thousand Years Part 1: The Birth of Christ to the Crusades
- 1999: Two Thousand Years Part 2
- 2001: The Routes of English
- 2003: The Adventure of English
- 2006: Twelve Books That Changed the World
- 2009: In Our Time (Hrsg.)

Kinderbücher
- 1977: A Christmas Child
- 1981: May Favorite Stories of Lakeland (Hrsg.)

Drehbücher
- 1968: Isadora
- 1968: Ein dreckiger Haufen (Play Dirty)
- 1970: Tschaikowsky – Genie und Wahnsinn (The Music Lovers)
- 1973: Jesus Christ Superstar
- 1977: Orion (TV)
- 1978: Clouds of Glory (TV)

Musicals und Theaterstücke
- Mardi Gras, 1976
- The Hired Man, 1985 (Ivor Novello Award 1985)
- King Lear in New York, 1992

## Auszeichnungen
- 1969: Mail on Sunday/John Llewellyn Rhys Prize für Without a City Wall
- 1970: Time/Life Silver Pen Award für The Hired Man
- 1987: BAFTA Richard Dimbleby Award für Outstanding Contribution to TV
- 1989: RTS Gold Medal
- 1993: Bad Sex in Fiction Award für A Time to Dance
- 1995: BAFTA TV Award für An Interview with Dennis Potter
- 1999: Radio Broadcaster of the Year (für In Our Time und Routes of English) Broadcasting Press Guild Radio Awards
- 2000: WH Smith Literary Award für The Soldier's Return
- 2000: VLV Award – Best New Radio Series (für Routes of English)
- 2000: VLV Award – Best Individual Contributor to Radio (für In Our Time und Routes of English)
- 2010: The South Bank Show Lifetime Achievement Award